# São Paulo Futebol Clube
São Paulo Futebol Clube, mais conhecido como São Paulo FC ou simplesmente São Paulo, é um clube poliesportivo brasileiro da cidade de São Paulo, capital do estado homônimo. Foi fundado em 25 de janeiro de 1930, tendo interrompido suas atividades em maio de 1935, e as retomado em dezembro do mesmo ano. No futebol, é um dos clubes mais bem sucedidos do Brasil, no que diz respeito ao somatório de títulos oficiais de abrangência nacional e internacional de clubes brasileiros, em janeiro de 2025, o São Paulo figurava como o terceiro maior campeão do Brasil, com 20 conquistas, atrás apenas do Palmeiras (com 24 conquistas) e do Flamengo (com 22); o São Paulo se tornou em 2024 o único a conquistar todos os títulos atualmente em disputa que um clube brasileiro pode vencer.
No Ranking da CBF de dezembro de 2024, que mede apenas o desempenho dos últimos cinco anos, o São Paulo figura em 2º lugar. No Ranking CONMEBOL de dezembro de 2024, que leva em conta apenas os resultados obtidos nas últimas dez edições de competições organizadas na América do Sul pela entidade, o São Paulo aparece em 8º e é o 4º entre os clubes brasileiros. Já em março de 2024, para a IFFHS, órgão de estatística reconhecido pela FIFA e que produz anualmente um ranking de clubes, o Tricolor Paulista é o 29º melhor clube do mundo, 5º da América do Sul e 4º melhor do Brasil. A mesma IFFHS elegeu o São Paulo como o melhor time brasileiro da década de 2001–2010, e o segundo na América do Sul, atrás do Boca Juniors, da Argentina. O São Paulo também é um dos dois clubes do chamado G-12 que nunca foram rebaixados para a segunda divisão no Campeonato Brasileiro.
De acordo com estudos da Brand Finance, o São Paulo era o clube brasileiro com maior valor de mercado no ano de 2015, com US$ 95 milhões (cerca de R$ 296 milhões), sendo o 43º entre os 50 primeiros colocados mundialmente. Já a empresa BDO Brasil apontou em 2018 que a marca do clube era a quarta de maior valor no Brasil, ultrapassando R$ 1,1 bilhão. Em 25 de outubro de 2006, foi sancionada na cidade de São Paulo a lei nº 14 229 de 11 de outubro do mesmo ano, na qual fica definido que no dia 16 de dezembro de cada ano será comemorado o "Dia Tricolor", homenageando, dessa maneira, a data de refundação do clube.
A agremiação também possui tradição em outros esportes que não o futebol, como no atletismo, no qual seu atleta na modalidade salto triplo, Adhemar Ferreira da Silva, foi o primeiro bicampeão olímpico do país (Olimpíadas de Helsinque em 1952 – em que superou o recorde mundial na modalidade – e Olimpíadas de Melbourne em 1956). Depois de Helsinque, Adhemar superou pela segunda vez o recorde mundial na modalidade, nos Jogos Pan-Americanos do México em 1955. Esses recordes são representados pelas duas estrelas douradas no escudo do clube.

## História

### Século XX
No dia 25 de janeiro de 1930 foi assinada a ata de fundação do São Paulo Futebol Clube, nascido da união entre a Associação Atlética das Palmeiras e uma grande parte dos jogadores e alguns membros da diretoria do Club Athletico Paulistano (que resolveu fechar o departamento de futebol em 1929), ficando como data magna do clube o dia 25 de janeiro de 1930, dia e mês em que foi fundada a cidade de São Paulo. Conservando as tradições do passado, o uniforme da nova equipe estamparia as faixas vermelhas e pretas em homenagem aos dois times fundadores.
O São Paulo ainda herdaria o campo pertencente à Associação Atlética das Palmeiras, a chamada Chácara da Floresta, razão pela qual essa fase (1930–1935) passou a ser conhecida, apenas recentemente e de modo informal, como São Paulo da Floresta.

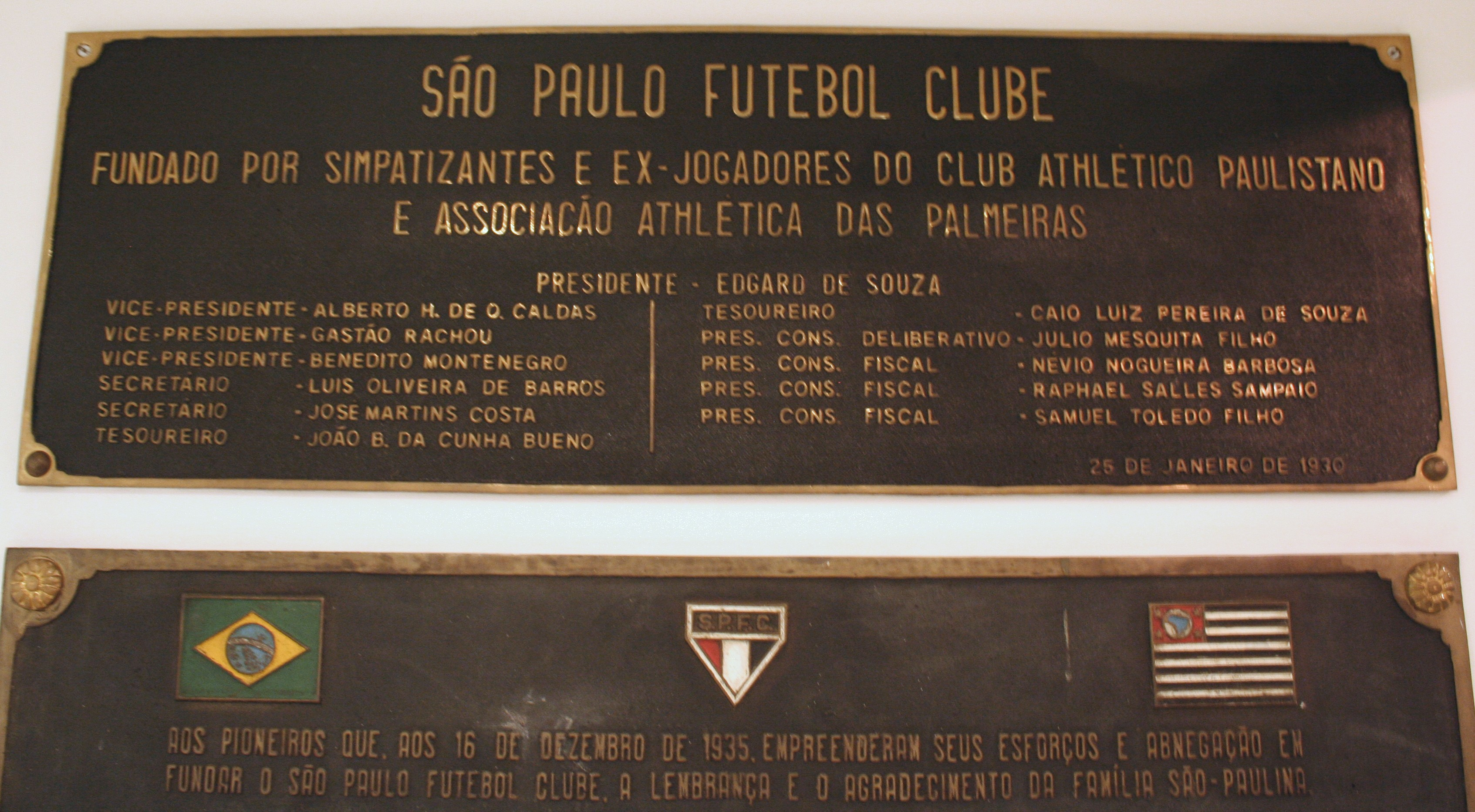
Placas das fundações do clube em 1930 e 1935 expostas no memorial Luiz Cássio dos Santos Werneck

Como conquistas, o Tricolor Paulista venceu o Campeonato Paulista de 1931 em seu segundo ano de existência e conseguiu sagrar-se vice em 1930, 1932, 1933 e 1934. Foi também vice-campeão do Torneio Rio-São Paulo de 1933. Portanto, o São Paulo FC, clube recém fundado, estava no topo do futebol local. Um fato extraordinário, mas nem tanto se levadas em consideração suas origens vencedoras.
O São Paulo comprou, então, uma nova e suntuosa sede localizada na Rua Conselheiro Crispiniano, centro de São Paulo. O imóvel era um pequeno palácio conhecido como "Trocadero", adquirido ao custo de 190 contos de réis. Essa dívida era grande para a época, porém o clube, detentor de um campo como o da Chácara da Floresta e um quadro de jogadores que valia muito, não se deixava abalar. Entretanto, alguns dirigentes andavam descontentes com os rumos do futebol no país e resolveram fundir-se com o Clube de Regatas Tietê, acabando de vez com o departamento de futebol. Outro grupo, favorável à continuidade da esquadra e liderados pelo Dr. Paulo Sampaio, foi à Justiça e em 23 de abril de 1935 impugnou o direito da diretoria fundir o Tricolor com o Tietê sem que a opinião dos sócios fosse ouvida.

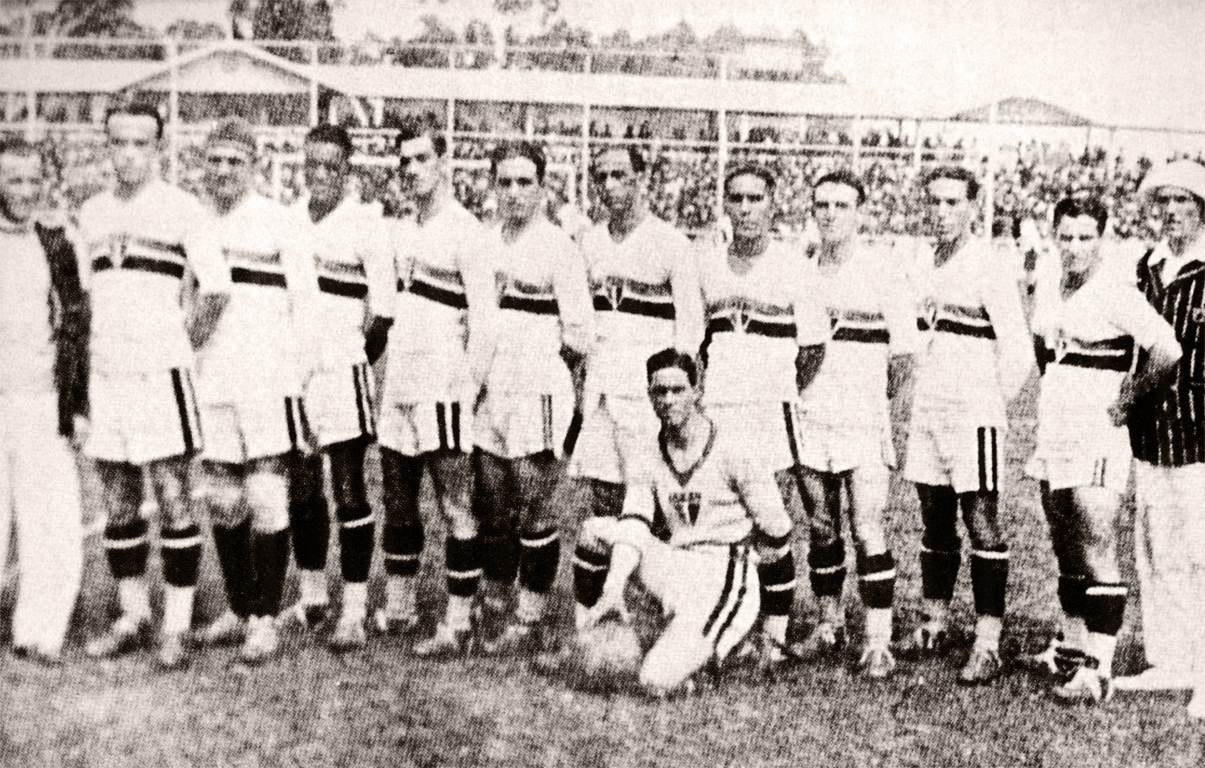
Jogadores do primeiro título ganho pelo clube, o Paulista de 1931

Os sócios obtiveram ganho de causa mesmo após a defesa da diretoria, esta que não teve outra saída senão convocar uma assembleia geral. Porém, o artigo 2º dos estatutos da agremiação, à época, dizia que somente os "sócios fundadores" considerados "proprietários" do clube e que somavam 200, poderiam compor a assembleia. Como a maioria deles era ligada à diretoria, a fusão foi aprovada no dia 14 de maio de 1935. Nesse dia, debaixo de chuva, o departamento de futebol foi oficialmente extinto e desfiliado da APEA. Com a fusão, a parte administrativa foi fundida ao Clube de Regatas Tietê, que incorporou todos os patrimônios físicos e que, em troca, quitaria os créditos do São Paulo e não poderia usar as cores, uniformes ou símbolos do mesmo. Surgia assim o Tietê-São Paulo.
Após a fusão com o CR Tietê, alguns antigos sócios do Tricolor Paulista, inconformados com tudo o que ocorrera, decidiram restabelecer a equipe de futebol, surgindo assim, no dia 4 de junho de 1935, o Clube Atlético São Paulo. No dia 16 de dezembro de 1935 ressurgiria o São Paulo Futebol Clube, que depois de tantos empecilhos e ressurreições, ganhou a alcunha de "Clube da Fé" do jornalista Tomás Mazzoni. O São Paulo Futebol Clube recebeu o título de "O Mais Querido" durante o período da ditadura Vargas, no qual eram proibidas as ostentações das bandeiras estaduais. Na ocasião da inauguração do Estádio do Pacaembu, em 27 de abril de 1940, o Tricolor Paulista entrou ostentando o nome e as cores do time, que são as mesmas do estado de São Paulo. O estádio inteiro e os locutores de todas as rádios, revoltados com a censura, driblaram-na aplaudindo de pé o time que carrega até hoje as cores vermelho, branco e preto.

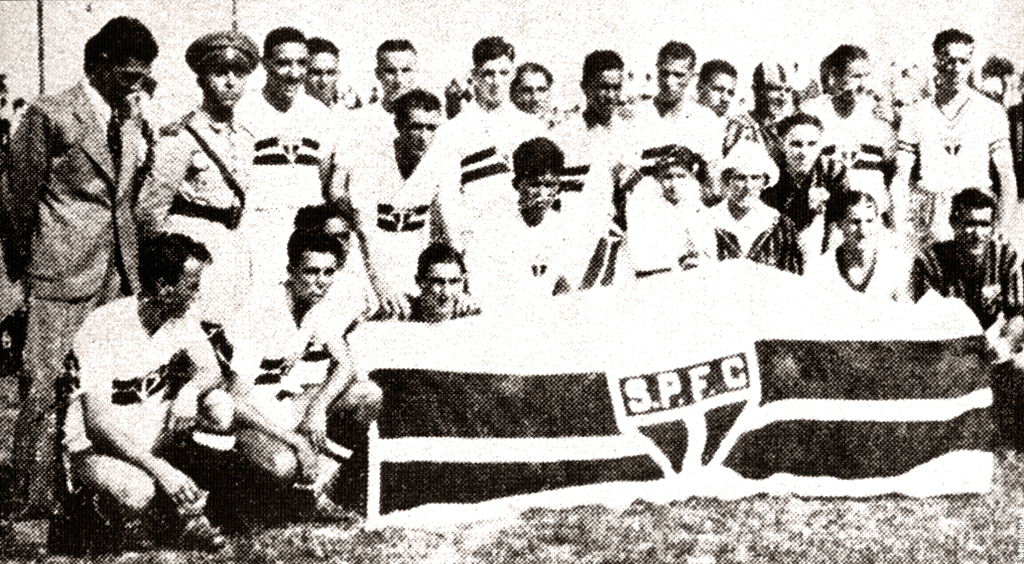
Plantel do clube após a refundação

No dia seguinte, o jornal A Gazeta Esportiva estampava em sua capa a manchete "O Clube Mais Querido da Cidade". Passado mais um tempo, o DEIP (Departamento Estadual de Imprensa e Propaganda) promoveu um concurso público entre torcedores de todas as agremiações da época, com Corinthians e Palestra Italia sendo favoritos, pois possuíam as maiores torcidas. O vencedor acabou sendo o São Paulo com 5 523 votos, mais que a soma de votos dos seus dois principais concorrentes. Até hoje o slogan "O Mais Querido" figura entre os impressos de correspondência do clube.

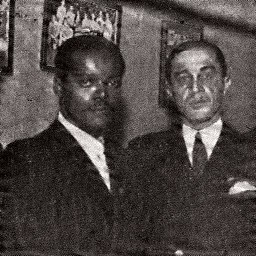
Leônidas da Silva junto com outro ídolo tricolor, Friedenreich

Mas foi somente em 1942 que tudo mudou para o São Paulo, com a negociação mais cara do futebol na época: Leônidas da Silva. Ele foi contratado para que o clube conquistasse seu segundo título paulista. E deu certo. Na reunião que definiria o calendário do Paulista de 1943 na sede da Federação Paulista, um dirigente do Corinthians disse que o encontro não era necessário, pois ao lançar uma moeda no ar, o campeão seria definido: se desse cara o campeão seria o Corinthians e se desse coroa, o Palmeiras (antigo Palestra Italia). Ao ser questionado sobre o São Paulo pelo representante tricolor, o dirigente respondeu que se a moeda parasse em pé o campeão seria o São Paulo, e ainda brincou, dizendo que se parasse no ar a campeã seria a Portuguesa. Realmente até aquele momento o Tricolor era tratado com um time mediano que não rivalizava com os rivais supracitados. Dessa maneira se iniciou o campeonato, com o São Paulo disposto a quebrar a hegemonia de Corinthians e Palmeiras. Até que no último jogo, contra o Palmeiras, o São Paulo segura um empate sem gols e conquista o título no ano em que a moeda caiu em pé. Por conta dessa conquista o então Grêmio são-paulino fez uma marcha à noite com um carro alegórico que continha uma moeda em pé somente para ir buscar a Taça dos Invictos no prédio da Gazeta Esportiva.

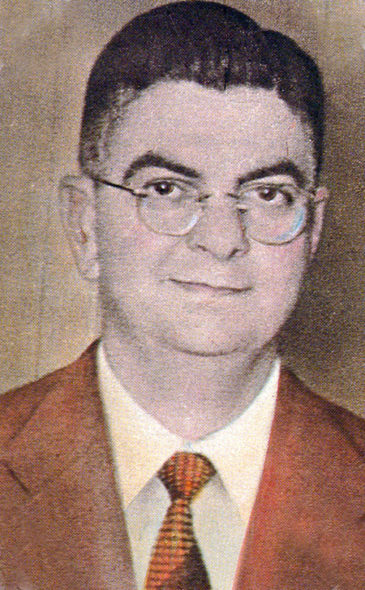
Cícero Pompeu de Toledo, presidente do São Paulo entre 1947 e 1957

A partir daí o Tricolor do Morumbi faturou cinco títulos na década de 1940, com o Paulista de 1943, e os bicampeonatos de 1945/46 e 1948/49. Em 1950, o craque do clube, Leônidas, se aposentou. Junto a isso começou a tomar força um movimento para a construção de um estádio. Então a agremiação sanou suas dívidas e partiu em busca de um terreno para a construção. No terreno da área do que é hoje o bairro do Jardim Leonor, na região do Morumbi, a pedra fundamental foi lançada e em 1953 teve início a construção do estádio, com o futebol sendo relegado a segundo plano. Mesmo assim, o clube conseguiu os Paulistas de 1953 e 57. Em 1958, o clube fez uma campanha de busca de sócio pelo interior.
Em 1960 o Estádio Cícero Pompeu de Toledo foi parcialmente inaugurado, de modo a aumentar a arrecadação do clube. Com todos os esforços sendo desviados para o estádio ainda inacabado, a equipe de futebol ficou o período entre 1957 e 1970 sem conquistar títulos oficiais. Somente após a inauguração total, em 1970, é que vieram os títulos com os Paulistas de 1970, 1971 e 1975 e o inédito Campeonato Brasileiro de 1977. Houve ainda os vice-campeonatos dos Brasileiros de 1971, 1973 e da Libertadores de 1974.
A década de 1980 se inicia com o bicampeonato paulista de 1980/1981. Em 1984 o time forma os chamados Menudos do Morumbi, com a liderança do técnico Cilinho, em alusão à banda porto-riquenha Menudo, com vários jogadores vindos da base, entre eles Müller. Com esse time conquista-se o bicampeonato brasileiro em 1986 e os Paulistas de 1985 e 87. Já sem os "Menudos", o clube ganha o Paulista de 1989.
Em 1990 o São Paulo começa mal e coube a Telê Santana recuperar o time. Já em 1991 o time vence o Paulista e o tricampeonato Brasileiro. Logo após, conquista o bicampeonato da Copa Libertadores da América em 1992 e 1993 e o bicampeonato da Copa Intercontinental (antiga concorrência máxima de clubes) também em 1992 e 1993. O São Paulo levou ainda o Paulista de 1992, a Supercopa Libertadores de 1993, as Recopas Sul-Americanas de 1993 e 1994, a Copa Conmebol de 1994, a Copa Master da Conmebol de 1996 e o Paulista de 1998.

### Século XXI

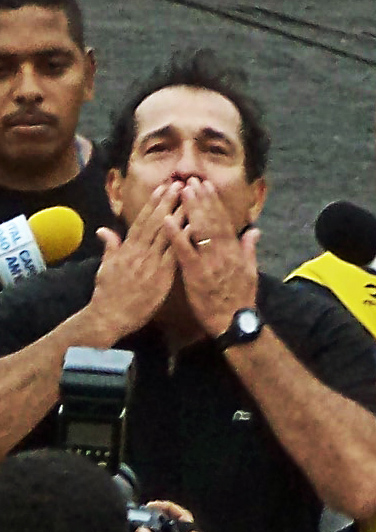
Muricy Ramalho, técnico que conquistou 3 Brasileirões consecutivos pelo SPFC

Tendo êxitos no Campeonato Paulista de 2000, no Rio-São Paulo de 2001 e no Supercampeonato Paulista de 2002 o time parecia engrenado, mas foi somente com uma reformulação no elenco que conquistou, em 2005, o Campeonato Paulista, o tri da Libertadores e o Mundial da FIFA. Após essa conquista o desmanche no elenco foi inevitável.
Durante os anos de 2006, 2007 e 2008 o time tentou a conquista da América novamente, mas sem sucesso. Então coube à equipe se esforçar para a conquista de um feito inédito no futebol nacional, o tricampeonato brasileiro consecutivo na era dos pontos corridos, nos mesmos anos, sob o comando do técnico Muricy Ramalho.
Após essa geração vitoriosa que conquistou o tricampeonato brasileiro, o São Paulo venceu a inédita Copa Sul-Americana de 2012 contra o Tigre da Argentina sob o brilho do atacante Lucas Moura.
Após o triunfo frente aos argentinos, o clube sofreu um hiato de oito temporadas sem títulos, mesmo montando bons times nos anos de 2014 (vice-campeão do Brasileirão) e 2016 (semifinalista da Libertadores), vindo a conquistar, sob a batuta do argentino Hernán Crespo, o Campeonato Paulista de 2021 frente ao rival Palmeiras, sendo este período o segundo maior jejum de títulos na sua história.
Em 2022, o São Paulo foi vice-campeão da Copa Sul-Americana, perdendo para o Independiente del Valle, do Equador.
O São Paulo foi campeão da Copa do Brasil de Futebol de 2023, título inédito para o clube, superando o Flamengo nas finais. Em 2024 o time foi campeão da Supercopa Rei, vencendo o Palmeiras no Estádio Mineirão em Belo Horizonte e obtendo um título inédito, o que fez dele o único clube do futebol brasileiro que conquistou todos os títulos que estão atualmente em disputa.

## Símbolos
O Tricolor Paulista manteve ao longo de sua história, o mesmo nome, as mesmas cores, o mesmo estilo de escudo, o mesmo uniforme e a mesma bandeira. Os fundadores do São Paulo Futebol Clube queriam nome, cores e formas que representassem suas vontades como esportistas. Para isso, foi retirado o vermelho do Club Athletico Paulistano, o preto da Associação Atlética das Palmeiras e o branco de ambos, simbolizando a união dos times em um outro, maior. Assim nasciam as três cores do clube. Já o escudo e os uniformes do SPFC foram desenhados pelo estilista alemão Walter Ostrich, simpatizante do novo clube em formação, com a colaboração de Firmiano de Moraes Pinto, um dos presentes na fundação.

### Escudo

Escudo do clube

De acordo com o estatuto do clube, o símbolo do Tricolor Paulista é formado por um triângulo isósceles branco, invertido, com base maior elevada por um retângulo com altura igual à metade da lateral do referido triângulo. Dentro dessa parte alongada encontra-se outro retângulo, de cor preta, com as iniciais SPFC em branco. No interior do triângulo uma faixa branca de largura igual a um quarto da lateral menor com dois triângulos escalenos, um vermelho à esquerda e outro preto, à direita. As estrelas foram introduzidas posteriormente e também têm um significado especial. As duas douradas, gravadas no escudo em 1955 e, posteriormente, no uniforme em 1997, representam os recordes mundiais e olímpicos conquistados por Adhemar Ferreira da Silva nas Olimpíadas de 1952 em Helsinque e nos Jogos Pan-Americanos de 1955 no México.
Já as três estrelas vermelhas, ao centro, introduzidas por completo em 2006, representam o bicampeonato da Copa Intercontinental, nos anos de 1992 e 1993 e a conquista do Mundial da FIFA, em 2005. Pelo estatuto não são permitidas inclusões de títulos considerados de menor importância. Campeonatos continentais, nacionais, estaduais ou amistosos jamais poderão ser representados por estrelas. Abaixo, a evolução dos escudos, desde a fundação até os dias atuais:
| Evolução do Escudo do São Paulo Futebol Clube | Evolução do Escudo do São Paulo Futebol Clube | Evolução do Escudo do São Paulo Futebol Clube | Evolução do Escudo do São Paulo Futebol Clube | Evolução do Escudo do São Paulo Futebol Clube | Evolução do Escudo do São Paulo Futebol Clube | Evolução do Escudo do São Paulo Futebol Clube | Evolução do Escudo do São Paulo Futebol Clube | Evolução do Escudo do São Paulo Futebol Clube | Evolução do Escudo do São Paulo Futebol Clube | Evolução do Escudo do São Paulo Futebol Clube |
| 1930-1935                                     | 1935-1981                                     | 1982-1985                                     | 1985-1991                                     | 1991-1992                                     | 1993-1995                                     | 1996-1997                                     | 1998                                          | 2000                                          | 2003-2005                                     | 2006 Atualmente                               |
| --------------------------------------------- | --------------------------------------------- | --------------------------------------------- | --------------------------------------------- | --------------------------------------------- | --------------------------------------------- | --------------------------------------------- | --------------------------------------------- | --------------------------------------------- | --------------------------------------------- | --------------------------------------------- |

### Mascote

Representação do "Santo" Paulo de Tarso, mascote do clube.

Até hoje o São Paulo Futebol Clube teve apenas uma mascote, que ficou marcada em sua história. Criada na década de 1940 por um cartunista do jornal A Gazeta Esportiva, a imagem do santo agradou a todos os são-paulinos, permanecendo até hoje como mascote oficial do clube. Pelo fato do verdadeiro São Paulo ter morrido com aproximadamente 60 anos, é representada por um velhinho de barba branca. É chamada de "Santo" Paulo para não confundir com o nome do clube.

### Hino
O hino do São Paulo Futebol Clube (composto por Porfírio da Paz em 1935 e oficializado em 1942) passou por diversas alterações até chegar à atual estrutura. A criação do hino foi um tanto atípica e comovente. Porfírio da Paz em 1935, à época tenente da Força Pública e farmacêutico, acabara de ser informado que perderia sua casa por falta de pagamento, e por conta do nervosismo, cantarolava uma canção entoando o nome do clube do qual era apaixonado. Mais tarde e mais calmo, pôs no papel a letra que viria a ser o hino do São Paulo Futebol Clube.
Quase tudo que recebia ia para o clube. Quando fui avisado da perda da casa, fiquei desolado. Andava de um lado para o outro, sem saber o que fazer. Mas o amor pelo São Paulo foi maior e ao invés de desistir, comecei a cantarolar "Salve o tricolor paulista" e compus o hino do clube. Foi cantando o hino que eu e minha família deixamos nossa casa.— Porfírio da Paz
Em 1942, contando com diversos segmentos esportivos, Porfírio apresentou o então hino do clube. Mas uma das estrofes, em particular a sétima, causou certas interpretações errôneas. Ela continha a rima "Do Palmeiras também trazes", em referência à AA das Palmeiras, clube este que se fundiu ao CA Paulistano para formar o Tricolor Paulista, porém, o Palestra Itália havia alterado seu nome para Palmeiras, o que fez gerar toda uma confusão. Porfírio então substituiu a palavra "Palmeiras" pela palavra "Floresta", região onde se localizava o São Paulo e muitos outros clubes da época, ficando pois, "Da Floresta também trazes". Por não haver uma ligação estreita com o clube, Porfírio viu-se obrigado a remodelar totalmente a sétima estrofe, deixando-a da maneira como a conhecemos hoje. O estribilho também fora mudado acrescentando-se o advérbio "já". Depois de mudado quase que por completo, no dia 29 de abril de 1966, Porfírio pediu licença em uma reunião no Egrégio Conselho Deliberativo para que pudesse cantar o hino definitivo do clube. Aproveitou a ocasião também para doar todos os direitos autorais ao Tricolor do Morumbi.
No ano de 1997 o hino recebeu uma versão com a sonoridade atualizada para o final da década de 1990 do século XX, com batida de rock, na voz de Roger Moreira, vocalista da banda Ultraje a Rigor, no álbum "O Hinos dos Grandes Clubes Brasileiros cantados por Feras do Rock e da MPB".
No ano de 2004 o hino recebeu uma nova versão para a primeira década do século XXI, desta vez nas vozes de Dinho Ouro Preto (vocalista da banda Capital Inicial) e Nasi (vocalista da banda Ira!), na edição de 2004 do álbum "Os Hinos dos Grandes Clubes Brasileiros cantados por Feras do Rock e da MPB".

### Uniformes

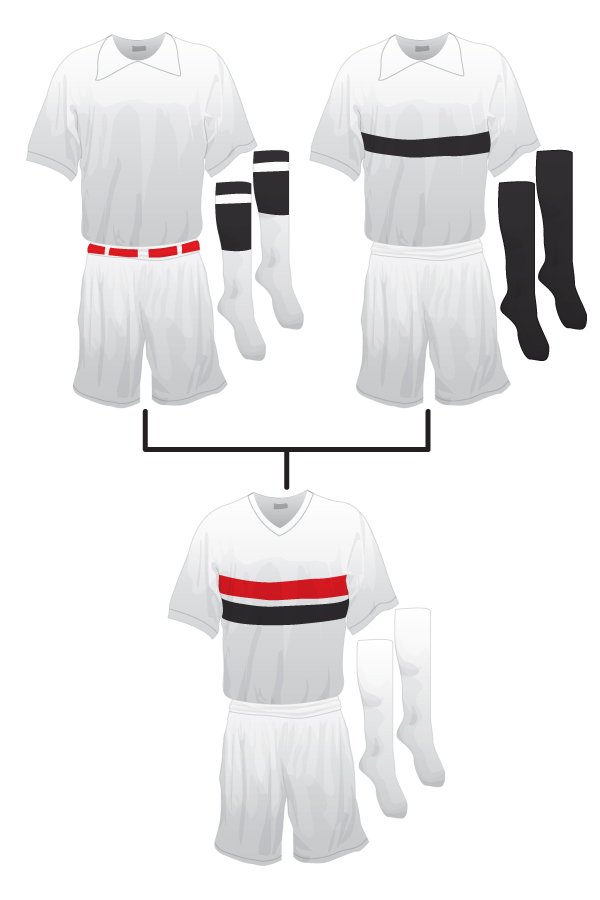
Origem do uniforme do São Paulo — à esquerda o uniforme do C.A. Paulistano e à direita o uniforme da A.A. das Palmeiras, resultando no uniforme utilizado desde 1930

De acordo com o estatuto do São Paulo Futebol Clube, os uniformes têm que ser produzidos de acordo com as normas pré-estabelecidas. A aplicação de patches nas mangas só é permitida enquanto o clube detiver o título de determinado campeonato ou por algum outro motivo especial.
Além das mudanças estéticas, houve a mudança na própria estrutura e tecido do uniforme. Até a década de 1970 os uniformes eram produzidos em algodão puro, o calção chegava a ser, por vezes, de brim e os meiões eram amarrados à canela para não caírem. Somente no final dos anos 70 é que começou a ser usada uma mescla de fibras para, em 1986, o poliéster ser incorporado ao material das camisas juntamente ao algodão. Com isso, os mantos ficaram mais leves e não encharcavam como os antigos. Somente no meio da década de 1990 é que o tecido 100% poliéster começou a ser utilizado. Em 2000 surgiram as primeiras camisas que retinham menos suor e com alta capacidade de evaporação. Atualmente, os materiais dos uniformes continuam evoluindo com novas composições de tramas para proporcionar aos jogadores a melhor condição de jogo.
Uniforme titular
O uniforme titular é composto de camisa branca com três faixas horizontais à altura do peito, sendo a primeira vermelha, seguida pela branca e pela preta. As faixas vermelha e preta devem ter 5 centímetros de largura e a branca 2,5 centímetros. O escudo cobre inteiramente as faixas. Esse uniforme é a mistura perfeita dos clubes que deram origem ao Tricolor do Morumbi, o CA Paulistano e a AA das Palmeiras, uma vez que o primeiro possuía uma faixa vermelha e o segundo uma preta no uniforme. O calção e as meias são igualmente brancas.
Uniforme reserva

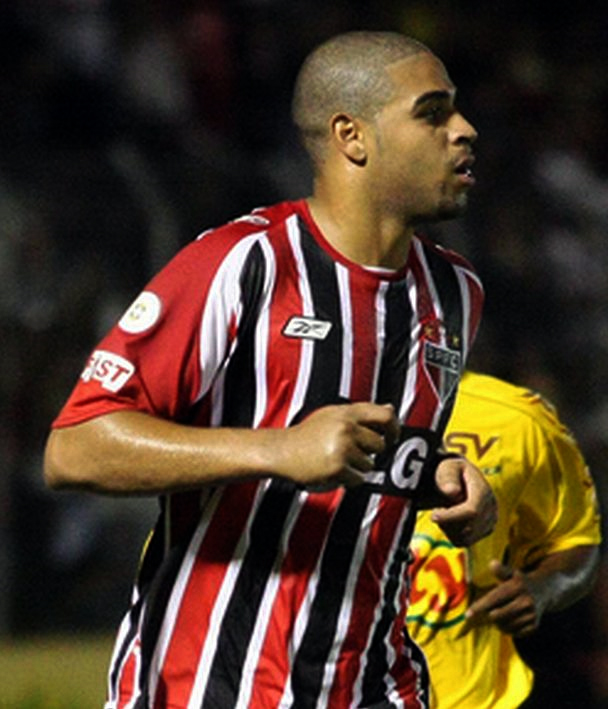
Adriano com a segunda camisa do clube

O uniforme reserva é composto alternadamente por faixas vermelhas, brancas, pretas e novamente brancas, todas verticais. Na altura do coração encontra-se o escudo do clube. As faixas vermelhas e pretas possuem 4,5 centímetros de largura e as brancas têm largura de 1,5 centímetro. O calção e as meias são pretos. O uniforme padrão do São Paulo possui diversos tipos de combinações, sempre mesclando partes do uniforme principal com partes do uniforme reserva. Dessa maneira cumpre-se a rigorosa norma da FIFA (de meados dos anos 90) de diferenciação de todas as partes das vestimentas dos times em uma partida.
Uniforme alternativo
Em julho de 2015, o conselho deliberativo aprovou a criação de um terceiro uniforme e, pela primeira vez em sua história, será permitido pelo estatuto do time. Anteriormente já havia sido produzido em épocas distintas (1944, 1966, 1984, 1985 e 2000), mas sempre com vida curta (alguns chegaram a ser utilizados em apenas uma partida). Já ocorreu de ser criado um terceiro e um quarto uniformes praticamente iguais aos oficiais, porém com pequenas mudanças, tal qual uma gola alusiva aos anos 80 para a disputa de jogos da Copa Libertadores da América (2007).
De 2008 a 2010, a Reebok, antiga fornecedora de material esportivo da equipe, passou a lançar a cada ano uma "Camisa Oficial da Torcida Tricolor", uma espécie de terceiro uniforme que não entrava em campo em partidas oficiais, servindo apenas para vendas à torcida. A primeira camisa desse tipo foi chamada de "Torcida Black", uma camisa preta com uma listra vertical vermelha e uma branca à esquerda. A segunda camisa desse tipo a ser produzida foi inspirada no terceiro uniforme que o time usou em 1966. O lançamento do terceiro uniforme foi no dia 16 de outubro de 2015, a camisa número três do Tricolor será bordô para os jogadores de linha e grafite, com detalhes em dourado, para os goleiros. A Under Armour teve que cumprir ao menos um item do estatuto: "todas as camisas dos atletas de linha devem, obrigatoriamente, ter vermelho, branco e preto".

#### Uniformes atuais

##### Jogadores
- Primeiro uniforme: Camisa branca com faixas horizontais em vermelho e preto; calção e meias brancas;
- Segundo uniforme: Camisa com listras verticais vermelhas, brancas e pretas; calção e meias pretas.

| Primeiro | Segundo |

##### Goleiros
- Camisa azul, calção e meias azuis;
- Camisa preta, calção e meias pretas;
- Camisa vermelha, calção e meias vermelhas.

| Cores do Time · Cores do Time · Cores do Time · Cores do Time · Cores do Time | Cores do Time · Cores do Time · Cores do Time · Cores do Time · Cores do Time | Cores do Time · Cores do Time · Cores do Time · Cores do Time · Cores do Time |

##### Treino
- Camisa dourada, calção preto e meias brancas;
- Camisa preta, calção preto e meias brancas.

| Jogadores | C. Técnica |

## Patrocinadores
Principais
Apenas em janeiro de 1982 é que o Conselho Nacional de Desportos passou a permitir patrocínios em camisas de clubes de futebol, porém, apenas para partidas no exterior. Ainda no mesmo ano, o patrocínio estampado na camisa acabou permitido para jogos em território nacional. Dessa maneira, o São Paulo ostentou a Cofap como patrocinadora do time na final do Campenato Paulista de 1982. A sul-coreana LG Electronics teve sua marca exposta na frente e nas costas da camisa até 2010 com valores próximos a 18 milhões de reais anuais (contando o aditamento do contrato anterior no valor de 16 milhões mais a atualização monetária pelo IGP-M), o que o credenciou a um dos maiores contratos de patrocínio do Brasil em 2009.
A partir de 2021, o São Paulo teve a empresa de apostas esportivas Sportsbet.io como patrocinador máster. O acordo foi válido até o fim de 2023. O clube, a partir de 2024, conta com a empresa de apostas esportivas Superbet como patrocinador máster. O contrato é válido por três anos e o São Paulo receberá cerca de R$ 52 milhões por temporada (R$ 156 milhões no total). A Superbet pagou cerca de R$ 24 milhões pela multa rescisória.
Secundários
São Paulo fechou um contrato em torno de 3 milhões de reais anuais no dia 6 de julho de 2009 com a LG Display para as mangas da camisa que estampou o nome de uma tecnologia da marca, o In-Plane Switching. Esse contrato encerrou-se em 28 de fevereiro de 2010.
Além do patrocinador principal e das mangas, o clube tricolor sempre manteve alguns outros contratos de valores mais baixos, entre eles estão Volkswagen, Aché, Ambev, Copa Airlines, Habib's e Life Fitness, e diversas parcerias para alavancar recursos para o clube, como as próprias Volkswagen, Aché, Applebee's e a Associação Brasileira da Indústria Hoteleira (ABIH). Esses contratos secundários rendem ao São Paulo cerca de 20 milhões de reais anuais.
Em 2023, o time teve como patrocinadores secundários a empresa financeira Bitso, Ademicon, ABC da Construção e Socios.com. Como parceiros, o São Paulo teve em 2023 a Brahma, Volvo, VR Collezioni, TNT Energy Drink, entre outros.
A partir de 2024, o São Paulo tem como patrocinadores secundários a Ademicon, ABC da Construção e Socios.com. Como parceiros o São Paulo tem a Brahma, Volvo, VR Collezioni, TNT Energy Drink, Sorridents, Conexti, Football at Alphaverse, Avanutry Recovery e Maestria Tintas e Sistemas.
Fornecedores de material esportivo
Desde 1981 (com a Le Coq Sportif), o São Paulo estampa o logotipo de seu fornecedor de material esportivo na camisa. Em 2006, a Reebok fez seu primeiro contrato de patrocínio com o São Paulo, que perduraria até 2008. Porém, ainda em 2007, renovou seu contrato até 2010 com valores de 15 milhões de reais por ano, sendo que o valor total, incluindo royalties, luvas e prêmios, chegou aos 21 milhões anuais, sendo 18 milhões em dinheiro, tendo sido este o maior contrato de material esportivo do Brasil na época. Em 2013, o São Paulo anunciou a volta da empresa brasileira Penalty, com contrato válido até o final de 2015 e garantiu ao Tricolor mais de R$ 35 milhões por ano. Alvo de muitas reclamações de torcedores, dirigentes e jogadores, a Penalty confirmou que a partir de 30 de abril de 2015, não seria mais fornecedora de material esportivo do clube. A partir do dia 1º de maio de 2015, a fornecedora de material esportivo do São Paulo passou a ser a empresa norte-americana Under Armour.
Em junho de 2018, a Adidas, pela terceira vez, passou a fornecer o material esportivo do clube (a empresa alemã esteve no São Paulo de 1986 a 1990 e de 1996 a 1999).
A partir de 2024, o São Paulo tem a empresa americana New Balance como fornecedora de material esportivo. O clube teve conflitos com a antiga patrocinadora Adidas, vindos de um contrato assinado na gestão anterior, e decidiu não renovar o vínculo com a empresa.

## Estrutura

### Complexo social e estádio

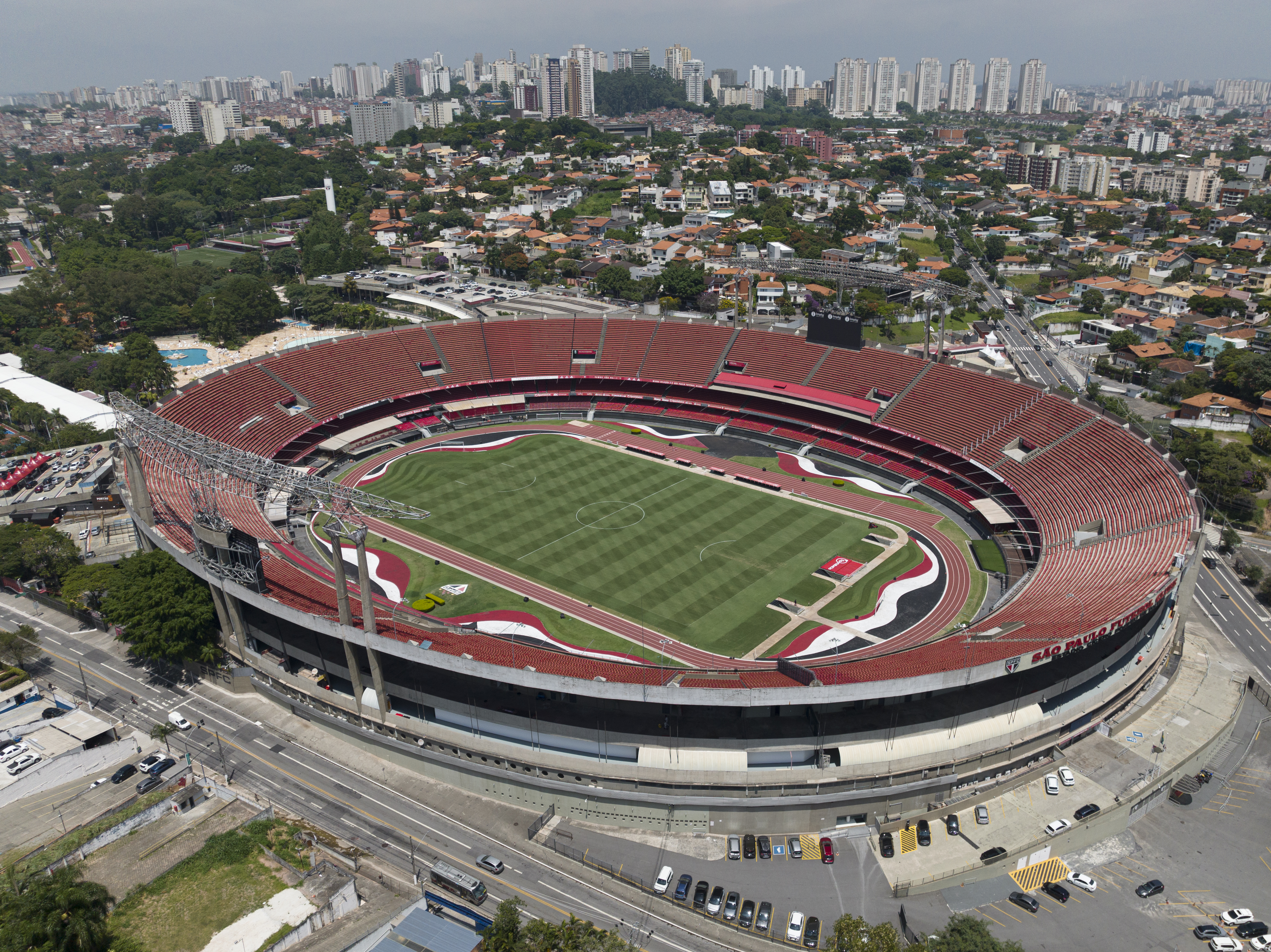
Estádio Cícero Pompeu de Toledo em 2022

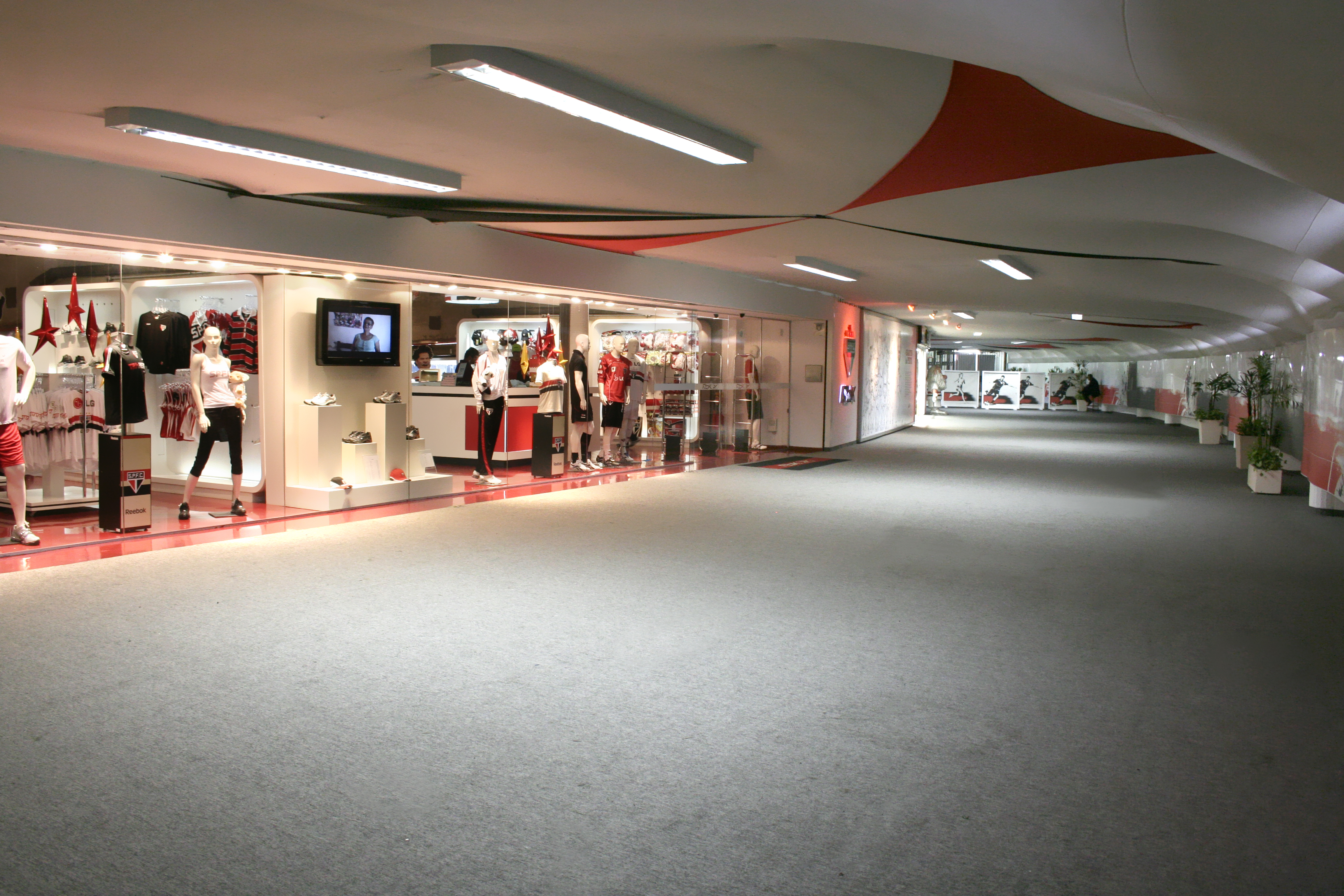
Corredor interno do Morumbi Concept Hall

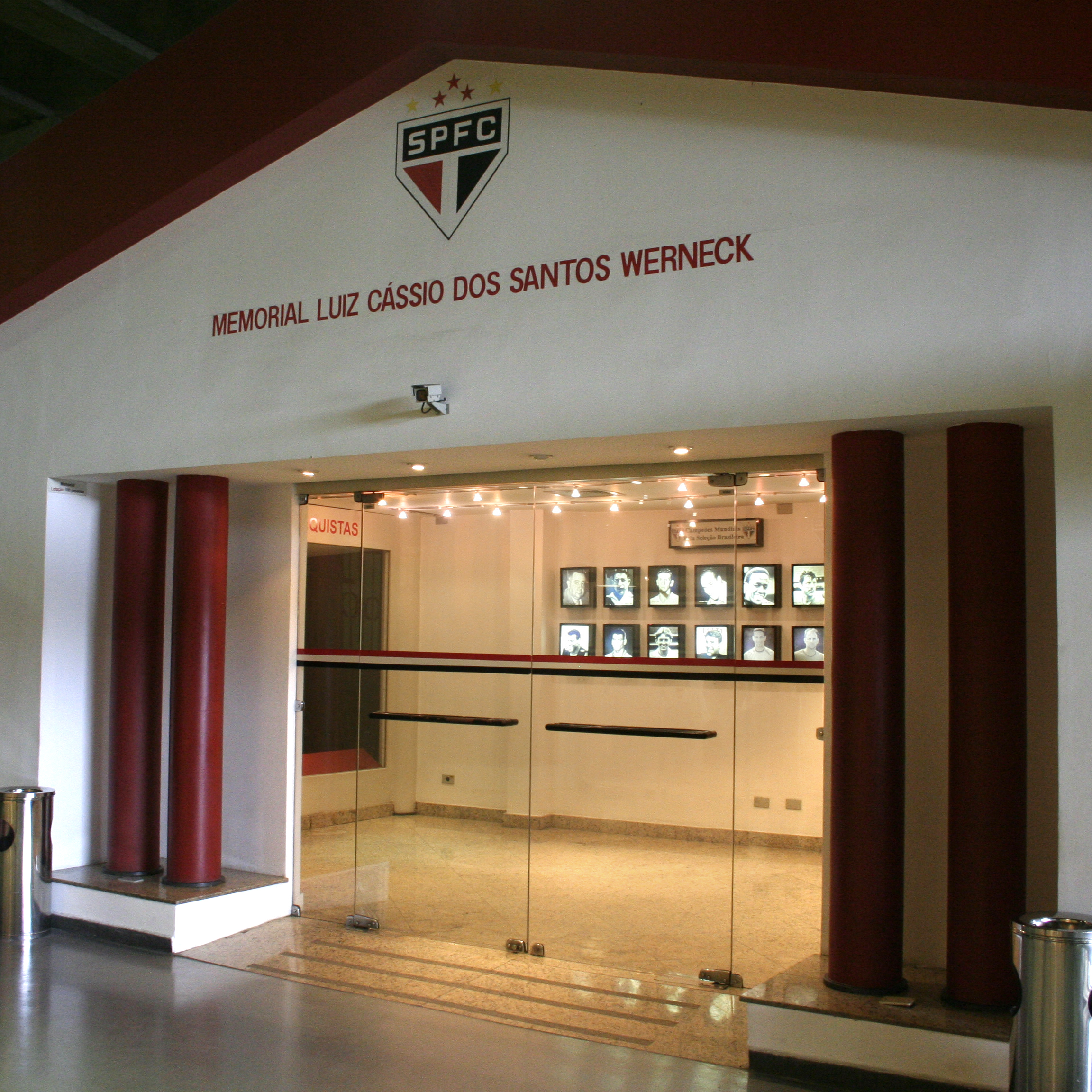
Fachada do Memorial do clube

O Complexo Social Manoel Raimundo Paes de Almeida é o espaço destinado ao lazer de seus sócios e está localizado em uma área total de 85 mil metros quadrados, sendo considerada uma das mais imponentes sedes sociais do Brasil. Possui infraestrutura suficiente para atender aos sócios do clube e também aos esportes amadores.
Com capacidade para 66 795 pessoas, o Estádio Cícero Pompeu de Toledo, também conhecido como Estádio do Morumbi ou MorumBIS, por motivos de naming rights, foi inaugurado em 2 de outubro de 1960 ainda inacabado e sua primeira partida foi entre São Paulo Futebol Clube e Sporting Clube de Portugal de Portugal, sendo a partida vencida pelos donos da casa pelo placar de 1 a 0. O gol dessa partida foi marcado pelo jogador Peixinho, que em um cruzamento, mergulhou para cabecear a bola próximo do chão. Desde então essa jogada ficou conhecida no Brasil como "gol de peixinho". A inauguração total se deu em 25 de janeiro de 1970 em uma partida entre o Tricolor Paulista e o Porto, também de Portugal, que terminou empatada em 1 a 1, com gols de Vieira Nunes para o Porto e Miruca para o São Paulo. A capacidade total do estádio quando inaugurado era de 149 408 pessoas.
Em 2023, o São Paulo fechou um acordo com a empresa brasileira de engenharia WTorre para a reforma e a modernização do Morumbi. De acordo com o contrato, o estádio, até 2030, passará a ter uma capacidade de 85 mil lugares para o futebol e 100.000 lugares para shows, além de outras melhorias, como a cobertura do anel superior. Também em 2023, o clube assinou um contrato de direitos de nome do Morumbi com a empresa norte-americana de alimentos Mondelēz International por três anos, por cerca de R$ 25 milhões por ano, e o estádio passará a se chamar "MorumBIS", em referência ao chocolate BIS da marca Lacta, subsidiária da Mondelēz. Nessa área, o clube pretende aumentar a circulação de pessoas e gerar receita fora dos dias de jogos, além de fortalecer a marca. Entre os empreendimentos estão a loja SAO, com produtos do São Paulo, bares, restaurantes e serviços.
O Memorial Luiz Cássio dos Santos Werneck foi inaugurado em 1994 para mostrar as conquistas dentro e fora dos gramados. Além disso, se preocupa em mostrar pontos importantes da história não só para o clube, mas para todos os esportes já praticados no São Paulo.
Inaugurado no dia 7 de agosto de 2018, Caminho dos Ídolos é um espaço que faz homenagem a 99 futebolistas (jogadores e técnicos) que foram campeões na história do clube. Fica situado na rampa de acesso ao Memorial. A cerimônia de inauguração contou com a presença de vários atletas notáveis do São Paulo e todos foram homenageados também com uma medalha comemorativa. No fim do mesmo ano, outros dois ídolos foram homenageados.

### Centros de treinamento

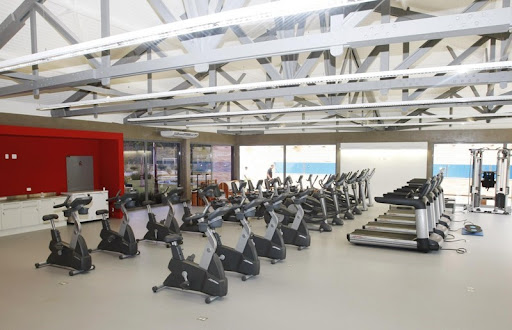
Foto do Interior do núcleo de Reabilitação Esportiva, Fisioterápica e Fisiológica do Centro de Concentração e Treinamento da Barra Funda

Inaugurado em 9 de abril de 1988, o Centro de Concentração e Treinamento Frederico Antônio Germano Menzen, mais conhecido como CCT da Barra Funda ou ainda CT Barra Funda, surgiu como uma necessidade de acomodar melhor os atletas da categoria principal do São Paulo, uma vez que o Estádio do Morumbi, com a modernização do esporte e apesar de confortável, não oferecia tudo o que o time necessitava. Localizado na Avenida Marquês de São Vicente, no bairro da Barra Funda, zona oeste da capital paulista, o Centro de Treinamento tem esse nome em homenagem ao sócio número um do clube e presidente, o ilustre Frederico Antonio Germano Menzen. Com uma infraestrutura de alto nível e à frente dos outros clubes brasileiros, as instalações contam com três campos oficiais, um minicampo, um campo para treinamento de goleiros, arquibancada para 4 mil pessoas, dois vestiários para jogadores, dois vestiários para árbitros, alojamentos, cozinha, refeitório, dezesseis dormitórios, sala de jogos, sala de audiovisual, área administrativa, área exclusiva para atendimento à imprensa, departamento médico e o REFFIS.
Juntamente ao CCT da Barra Funda, localiza-se o REFFIS (núcleo de Reabilitação Esportiva, Fisioterápica e Fisiológica), para tratar os funcionários e atletas do clube ou de outras agremiações. Considerado a mais moderna instalação do tipo pertencente a um clube na América do Sul, o REFFIS é referência no Brasil, América do Sul e até na Europa. Foi criado em 2004 com o intuito de avaliar, preparar, tratar e prevenir lesões de atletas vindos de diversos lugares do mundo. A estrutura é elogiada pelos médicos do Real Madrid e Internazionale e pelos dirigentes do Barcelona, que já chegaram a pedir que o clube cuidasse de seus jogadores brasileiros. Os aparelhos do núcleo, conseguidos através de parceria, possuem tecnologia de última geração e um gasto inicial em torno de dois milhões de reais em sua construção e desenvolvimento. Conta com profissionais renomados na gestão, como os fisioterapeutas Luis Alberto Rosan e Ricardo Sasaki, o fisiologista Turíbio Leite de Barros, além dos preparadores físicos Carlinhos Neves e Sérgio Rocha, e as presenças constantes dos médicos José Sanches e Auro Rayel.
O Centro de Treinamento Homero Bellintani, conhecido como CT de Guarapiranga, foi Inaugurado em 13 de dezembro de 1997 e veio da fusão do São Paulo com o Estrela da Saúde. Localizado no bairro do Guarapiranga, conta com três campos de futebol, uma piscina semiolímpica, alojamento, cozinha e refeitório espalhados em cem mil metros quadrados. Inicialmente utilizado para atender os atletas das categorias de base e do futebol feminino, atualmente é utilizado como área social e para testes de novos talentos.

### Centro de formação
O Centro de Formação de Atletas Presidente Laudo Natel, também conhecido como CFA de Cotia, CT de Cotia ou simplesmente como CFA, localiza-se na região de Cotia, região Metropolitana de São Paulo, a cerca de trinta minutos de carro do Estádio do Morumbi. Foi adquirido em 27 de julho de 2004 e inaugurado em 16 de julho de 2005 para oferecer uma infraestrutura de alto nível para a formação das categorias de base do clube, que incluem o infantil, juvenil e júnior (sub-15, sub-17 e sub-20, respectivamente). Para isso conta com uma área total de 220 mil metros quadrados e é rodeado de sítios e chácaras para manter a tranquilidade e a concentração dos jovens que lá estão.
Para suprir a necessidade de quase cem atletas, o CFA conta com cinco campos oficiais (um deles com grama sintética), um campo de areia e outro de showbol (todos com drenagem e irrigação computadorizadas), quatro alojamentos para até 95 jovens, refeitório com cozinha industrial, sede administrativa, sala de monitoramento, piscina, oficina de manutenção, quiosques, quatro vestiários, consultório médico, odontológico e de podologia e a segunda unidade do REFFIS. Ainda estão em construção a arquibancada, estacionamento, ginásio coberto, quadras poliesportivas, um hotel para jogadores vindo do exterior, ampliação do REFFIS e mais cinco campos de futebol. Em menos de uma década de existência, o Centro de Formação de Atletas Presidente Laudo Natel já revelou, entre outros, nomes como Breno, Hernanes, Jean, Oscar, Casemiro, Lucas Piazón, Lucas Moura e Rodrigo Caio.

## Futebolistas

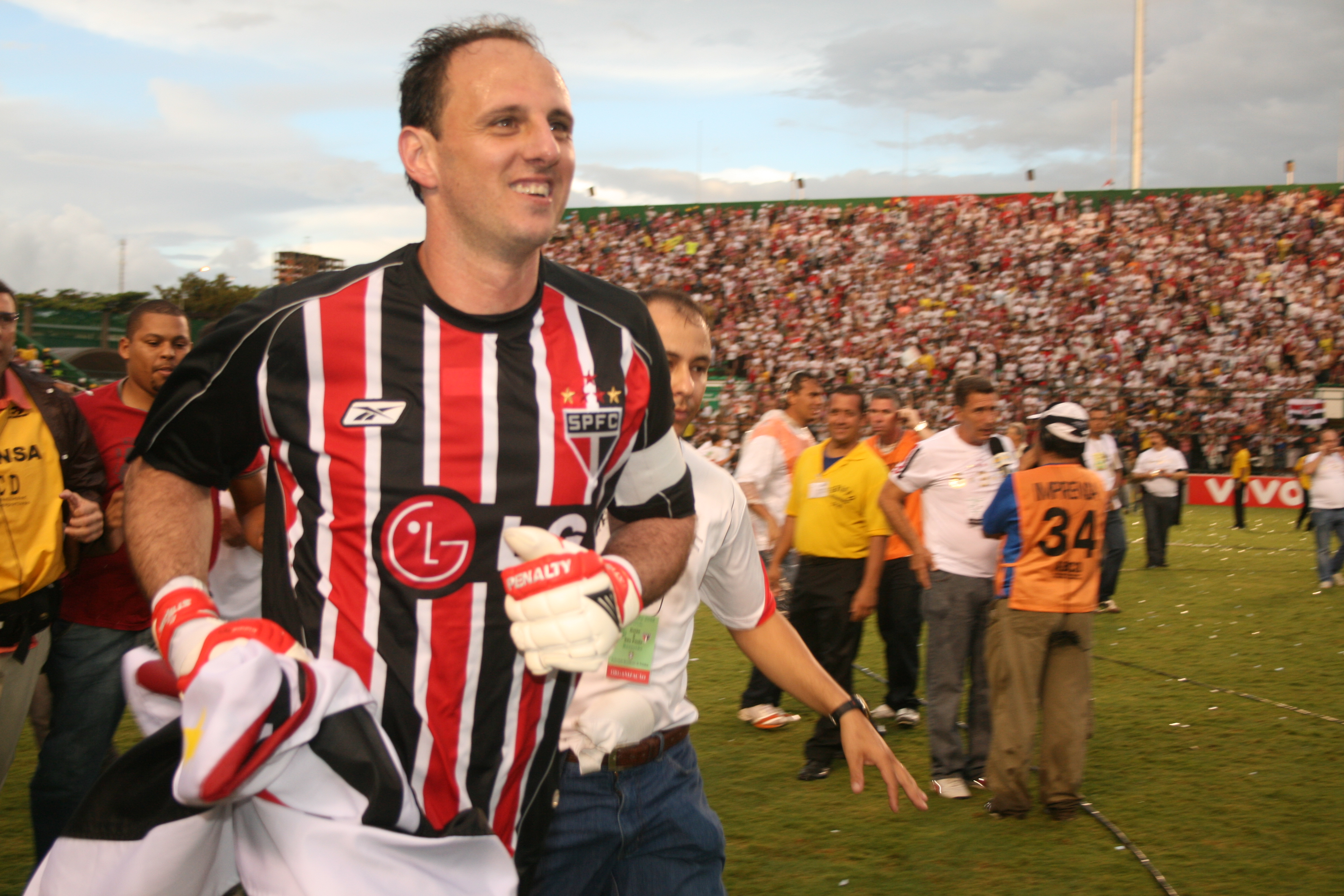
Rogério Ceni, considerado o maior ídolo da história do Soberano, disputou mais de 1.237 partidas com a camisa são-paulina

O São Paulo contou, ao longo de sua história, com jogadores e técnicos de destaque no futebol brasileiro e mundial. Dentre os jogadores que passaram pelo clube podemos destacar Friedenreich e Zizinho (respectivamente o primeiro e o terceiro grande craque brasileiro), Leônidas da Silva (inventor da bicicleta no futebol, conhecido no Brasil como "Diamante Negro" e "Homem de Borracha"), Canhoteiro (um dos maiores dribladores que o Brasil já conheceu), Raí (o líder do time na década de 90) e Rogério Ceni (o maior goleiro artilheiro da história). Entre os técnicos estão Rubens Minelli (que conquistou o primeiro Campeonato Brasileiro com o clube), Telê Santana (o técnico que mais ganhou títulos pelo Tricolor do Morumbi, com dez conquistados) e Muricy Ramalho (o primeiro técnico a ser tricampeão brasileiro na era dos pontos corridos por um mesmo clube, o São Paulo).
O Tricolor Paulista é também o clube do estado de São Paulo que mais cedeu jogadores à Seleção Brasileira em Copas do Mundo. Além de ser um dos dois únicos times, junto ao Palmeiras, a ceder jogadores em todas as cinco conquistas brasileiras da Copa do Mundo e o clube com a maior sequência ininterrupta de convocações em Copas do Mundo pós-Segunda Guerra Mundial (de 1950 em diante), sequência esta só quebrada no ano de 2010.

### Elenco masculino
Última atualização: 30 de junho de 2025.

### Grandes ídolos
Grandes ídolos que atuaram pelo Tricolor Paulista desde sua fundação em 1930.
Legenda:
Em negrito, ídolos já falecidos
 Maior ídolo do São Paulo Futebol Clube
Jogadores que mais marcaram gols
| #   | Jogador           | Período   | Gols |
| --- | ----------------- | --------- | ---- |
| 1º  | Serginho Chulapa  | 1973–1982 | 242  |
| 2º  | Gino Orlando      | 1953–1962 | 233  |
| 3º  | Luis Fabiano      | 2001–2015 | 212  |
| 4º  | Teixeirinha       | 1939–1956 | 189  |
| 5º  | França            | 1996–2002 | 182  |
| 6º  | Luizinho          | 1930–1948 | 176  |
| 7º  | Müller            | 1984–1996 | 160  |
| 8º  | Leônidas da Silva | 1942–1950 | 143  |
| 9º  | Maurinho          | 1952–1959 | 136  |
| 10º | Rogério Ceni      | 1993–2015 | 131  |

Jogadores que mais vestiram a camisa do clube
| #   | Jogador      | Período   | Jogos |
| --- | ------------ | --------- | ----- |
| 1º  | Rogério Ceni | 1993–2015 | 1237  |
| 2º  | Waldir Peres | 1973–1984 | 617   |
| 3º  | De Sordi     | 1952–1965 | 544   |
| 4º  | Teixeirinha  | 1939–1956 | 525   |
| 4º  | José Poy     | 1949–1962 | 525   |
| 4º  | Roberto Dias | 1960–1973 | 525   |
| 7º  | Nelsinho     | 1979–1992 | 512   |
| 8º  | Mauro Ramos  | 1948–1959 | 498   |
| 8º  | Terto        | 1968–1977 | 498   |
| 10º | Riberto      | 1956–1964 | 481   |

Técnicos que mais jogos comandaram
| #   | Técnico              | Período                                                           | Jogos |
| --- | -------------------- | ----------------------------------------------------------------- | ----- |
| 1º  | Vicente Feola        | 1937–1939, 1941–1942, 1944–1945, 1947–1957, 1959–1960 e 1964–1965 | 562   |
| 2º  | Muricy Ramalho       | 1994–1997, 2006–2009 e 2013–2015                                  | 474   |
| 3º  | José Poy             | 1964–1965, 1970–1976 e 1982–1983                                  | 422   |
| 4º  | Telê Santana         | 1973 e 1990–1996                                                  | 410   |
| 5º  | Cilinho              | 1984–1989                                                         | 249   |
| 6º  | Rubens Minelli       | 1977–1979                                                         | 166   |
| 7º  | Joreca               | 1943–1947                                                         | 165   |
| 8º  | Carlos Alberto Silva | 1980 e 1989–1990                                                  | 154   |
| 9º  | Rogério Ceni         | 2017 e 2021–2023                                                  | 143   |
| 10º | Osvaldo Brandão      | 1962–1964 e 1971                                                  | 142   |

## Títulos
O São Paulo possui doze títulos internacionais oficiais, separando os times brasileiros por estado e somando os títulos internacionais destes times, apenas os estados de São Paulo, Rio de Janeiro e Rio Grande do Sul possuem mais títulos internacionais do que o Tricolor sozinho. Somados os títulos dos times paulistas, eles teriam trinta, os fluminenses dezesseis, os gaúchos ficariam com treze, mineiros com onze.
No âmbito mundial, apenas dez times conquistaram dez ou mais títulos internacionais, o São Paulo foi o oitavo time que conquistou dez títulos internacionais oficiais, além disso, é o sétimo time a conquistar mais de dez títulos. No continente sul-americano, ele foi o terceiro time a realizar tal feito.
É o único time existente que foi bicampeão da Copa Intercontinental com 100% de aproveitamento, ou seja, em todos os jogos que disputou, venceu durante o tempo normal. Também é o primeiro campeão mundial com 100% de aproveitamento.
Foi o primeiro bicampeão consecutivo da história na Recopa Sul-Americana e o único a conquistá-la disputando o título, sendo que a taça já lhe pertencia por direito, conforme o regulamento, por ter sido campeão dos dois torneios continentais mais importantes de 1993, a Taça Libertadores da América e a Supercopa Libertadores. Ninguém possui uma quantidade de variedade maior de títulos internacionais que o Tricolor, foram oito competições diferentes ganhas. É o único time sul-americano que conseguiu duas tríplices coroas consecutivamente.
No Brasil, é o clube que tem mais títulos nos principais torneios de futebol internacional disputados por clubes nacionais: Copa Sul-Americana (um título), Copa Libertadores da América (três títulos), Copa Intercontinental (dois títulos) e Copa do Mundo de Clubes da FIFA (um título).
No que diz respeito ao somatório de títulos oficiais de abrangência nacional e internacional de clubes brasileiros de futebol, o São Paulo figura como o terceiro maior campeão do Brasil, com 20 conquistas, atrás do Flamengo (22) e do Palmeiras (24).
Em abril de 2010, a Confederação Brasileira de Futebol reconheceu o SPFC como o primeiro time a conquistar cinco vezes o Campeonato Brasileiro a partir de 1975, adquirindo a posse definitiva da Copa Brasil ("Taça das Bolinhas"). Com essa decisão, a CBF confirma o entendimento do Tribunal Regional Federal em considerar o Sport Club do Recife o campeão brasileiro de 1987. Porém, em 2011, a decisão administrativa da CBF dando a posse definitiva ao São Paulo foi anulada pela liminar do Flamengo devido ao fato do troféu não estar mais em jogo desde 1992. Anos mais tarde, uma liminar do Supremo Tribunal Federal deu ao SPFC, em 2024, a posse da "Taça das Bolinhas", junto do título brasileiro de 1987 outorgado ao Sport.
Já pelo Campeonato Paulista, o Tricolor do Morumbi possui 22 títulos, além da conquista do Supercampeonato Paulista. O clube, desde a sua fundação, conquistou o Campeonato Paulista em todas as décadas, excetuando a de 2010.
Ainda pelo campeonato estadual e considerando uma década novamente como o período entre os anos 1 e 0, o clube é o que mais vezes recebeu a "coroação" de Rei da Década, foram quatro vezes: década de 1940 (cinco títulos), década de 1970 (três títulos - dividido), década de 1980 (quatro títulos) e década de 1990 (quatro títulos).
O São Paulo chegou a conquistar sete títulos com sua equipe principal em 1993, quando o Tricolor do Morumbi foi campeão da Taça Libertadores, da Supercopa Libertadores, da Recopa Sul-Americana, do Copa Europeia/Sul-Americana de 1993 e dos torneios Ciudad de Santiago, Santiago de Compostela e Troféu Jalisco. Já conquistou duas tríplices coroas, em 1992 e 2005, com dois títulos continentais e um estadual, e a quádrupla coroa internacional uma vez, em 1993, com três títulos continentais e um mundial, sendo o primeiro e único clube da história do futebol a conquistar essa quádrupla.

### Futebol
| Mundiais       | Mundiais                        | Mundiais | Mundiais |
|                | Competição                      | Títulos  | Temporadas |
| -------------- | ------------------------------- | -------- | --- |
|                | Copa do Mundo de Clubes da FIFA | 1        | 2005 |
|                | Copa Intercontinental           | 2        | 1992 e 1993 |
| Continentais   |                                 |          | |
|                | Competição                      | Títulos  | Temporadas |
|                | Copa Libertadores da América    | 3        | 1992, 1993 e 2005 |
|                | Copa Sul-Americana              | 1        | 2012 |
|                | Recopa Sul-Americana            | 2        | 1993 e 1994 |
|                | Supercopa Libertadores          | 1        | 1993 |
|                | Copa CONMEBOL                   | 1        | 1994 |
|                | Copa Master da CONMEBOL         | 1        | 1996 |
| Nacionais      |                                 |          | |
|                | Competição                      | Títulos  | Temporadas |
|                | Campeonato Brasileiro           | 6        | 1977, 1986, 1991, 2006, 2007 e 2008                                                                                                 |
|                | Copa do Brasil                  | 1        | 2023 |
|                | Supercopa do Brasil             | 1        | 2024 |
| Interestaduais |                                 |          | |
|                | Competição                      | Títulos  | Temporadas |
|                | Torneio Rio–São Paulo           | 1        | 2001 |
| Estaduais      |                                 |          | |
|                | Competição                      | Títulos  | Temporadas |
|                | Campeonato Paulista             | 22       | 1931, 1943, 1945, 1946, 1948, 1949, 1953, 1957, 1970, 1971, 1975, 1980, 1981, 1985, 1987, 1989, 1991, 1992, 1998, 2000, 2005 e 2021 |
|                | Supercampeonato Paulista        | 1        | 2002 |

Legenda
 Campeão invicto

## Estatísticas

### Campanhas de destaque
| São Paulo Futebol Clube      | São Paulo Futebol Clube | São Paulo Futebol Clube | São Paulo Futebol Clube                                                                       | São Paulo Futebol Clube                                               |
| Torneio                      | Campeão | Vice-campeão | Terceiro                                                                                      | Quarto                                                                |
| ---------------------------- | --- | --- | --------------------------------------------------------------------------------------------- | --------------------------------------------------------------------- |
| Mundial/Intercontinental     | 3 (1992, 1993, 2005) | 0 (não possui) | 0 (não possui)                                                                                | 0 (não possui)                                                        |
| Copa Libertadores da América | 3 (1992, 1993, 2005) | 3 (1974, 1994, 2006) | 2 (2004, 2010)                                                                                | 2 (1972, 2016)                                                        |
| Copa Sul-Americana           | 1 (2012) | 1 (2022) | 2 (2003, 2014)                                                                                | 1 (2013)                                                              |
| Recopa Sul-Americana         | 2 (1993, 1994) | 2 (2006, 2013) |                                                                                               |                                                                       |
| Supercopa Sul-Americana      | 1 (1993) | 1 (1997) | 1 (1994)                                                                                      | 0 (não possui)                                                        |
| Copa Conmebol                | 1 (1994) | 0 (não possui) | 0 (não possui)                                                                                | 0 (não possui)                                                        |
| Copa Master da Conmebol      | 1 (1996) | 0 (não possui) | 0 (não possui)                                                                                | 0 (não possui)                                                        |
| Copa Ouro                    | 0 (não possui) | 2 (1995, 1996) | 1 (1993)                                                                                      | 0 (não possui)                                                        |
| Copa Suruga Bank             | 0 (não possui) | 1 (2013) |                                                                                               |                                                                       |
| Campeonato Brasileiro        | 6 (1977, 1986, 1991, 2006, 2007, 2008)                                                                                                  | 6 (1971, 1973, 1981, 1989, 1990, 2014) | 3 (2003, 2004, 2009)                                                                          | 5 (1993, 1999, 2012, 2015, 2020)                                      |
| Copa do Brasil               | 1 (2023) | 1 (2000) | 1 (2002)                                                                                      | 4 (2012, 2015, 2020, 2022)                                            |
| Copa dos Campeões            | 0 (não possui) | 1 (2001) | 0 (não possui)                                                                                | 1 (2000)                                                              |
| Copa dos Campeões do Brasil  | 0 (não possui) | 1 (1978) | 0 (não possui)                                                                                |                                                                       |
| Supercopa do Brasil          | 1 (2024) | 0 (não possui) |                                                                                               |                                                                       |
| Torneio Rio–São Paulo        | 1 (2001) | 5 (1933, 1962, 1965, 1998, 2002) | 3 (1953, 1999, 2000)                                                                          | 3 (1954, 1958, 1997)                                                  |
| Campeonato Paulista          | 22 (1931, 1943, 1945, 1946, 1948, 1949, 1953, 1957, 1970, 1971, 1975, 1980, 1981, 1985, 1987, 1989, 1991, 1992, 1998, 2000, 2005, 2021) | 25 (1930, 1932, 1933, 1934, 1938, 1941, 1944, 1950, 1952, 1956, 1958, 1962, 1963, 1967, 1972, 1978, 1982, 1983, 1994, 1996, 1997, 2003, 2006, 2019, 2022) | 15 (1942, 1954, 1955, 1961, 1969, 1984, 1988, 1993, 1999, 2007, 2008, 2012, 2013, 2018, 2025) | 11 (1947, 1951, 1959, 1968, 1974, 1977, 2009, 2010, 2011, 2015, 2017) |
| Supercampeonato Paulista     | 1 (2002) | 0 (não possui) | 0 (não possui)                                                                                | 0 (não possui)                                                        |

### Participações
|  | Participações em 2025 |

Competições oficiais
| Competição                      | Competição                   | Temporadas            | Melhor campanha             | Estreia | Última | A | R |
| São Paulo                       | Campeonato Paulista          | 94                    | Campeão (22 vezes)          | 1930    | 2025   |   | – |
| Brasil                          | Campeonato Brasileiro        | 58                    | Campeão (6 vezes)           | 1967    | 2025   |   | – |
| Brasil                          | Copa do Brasil               | 25                    | Campeão (2023)              | 1990    | 2025   |   |   |
| Brasil                          | Supercopa do Brasil          | 1                     | Campeão (2024)              | 2024    | 2024   |   |   |
|                                 | Copa Libertadores da América | 23                    | Campeão (1992, 1993 e 2005) | 1972    | 2025   |   |   |
| Copa Sul-Americana              | 14                           | Campeão (2012)        | 2003                        | 2023    |        |   |   |
| Recopa Sul-Americana            | 4                            | Campeão (1993 e 1994) | 1993                        | 2013    |        |   |   |
|                                 | Copa Intercontinental        | 2                     | Campeão (1992 e 1993)       | 1992    | 1993   |   |   |
| Copa do Mundo de Clubes da FIFA | 1                            | Campeão (2005)        | 2005                        | 2005    |        |   |   |

Principais competições oficiais (extintas)
| Competição              | Competição                               | Temporadas                  | Melhor campanha     | Estreia | Última |
| São Paulo               | Campeonato Paulista Extra                | 1                           | Primeira fase       | 1938    | 1938   |
| São Paulo               | Supercampeonato Paulista                 | 1                           | Campeão             | 2002    | 2002   |
| /                       | Torneio Rio–São Paulo                    | 24                          | Campeão (2001)      | 1933    | 2002   |
| Brasil                  | Copa dos Campeões do Brasil              | 1                           | Vice-campeão        | 1978    | 1978   |
| Brasil                  | Torneio dos Campeões                     | 1                           | Quartas-de-final    | 1982    | 1982   |
| Brasil                  | Copa dos Campeões                        | 3                           | Vice-campeão (2001) | 2000    | 2002   |
|                         | Supercopa Libertadores                   | 6                           | Campeão (1993)      | 1992    | 1997   |
| Copa Ouro               | 3                                        | Vice-campeão (1995 e 1996)  | 1993                | 1996    |        |
| Copa Conmebol           | 1                                        | Campeão                     | 1994                | 1994    |        |
| Copa Master da Conmebol | 1                                        | Campeão                     | 1996                | 1996    |        |
| Copa Mercosul           | 4                                        | Primeira Fase (1998 a 2001) | 1998                | 2001    |        |
| Japão                   | Copa Suruga Bank                         | 1                           | Vice-campeão        | 2013    | 2013   |
| Brasil                  | Torneio Octogonal Rivadávia Corrêa Meyer | 1                           | Vice-campeão        | 1953    | 1953   |

Competição oficial disputada com equipes secundárias
| Competição | Competição    | Temporadas | Melhor campanha            | Estreia | Última |
| São Paulo  | Copa Paulista | 5          | Segunda fase (2016 e 2017) | 2003    | 2017   |

Principais competições não oficiais
| Competição     | Competição                         | Temporadas | Melhor campanha       | Estreia | Última |
| Venezuela      | Pequena Taça do Mundo              | 2          | Campeão (1955 e 1963) | 1955    | 1963   |
| Espanha        | Troféu Colombino                   | 2          | Campeão (1969)        | 1969    | 1993   |
| Espanha        | Troféu Cidade de Barcelona         | 2          | Campeão (1991 e 1992) | 1991    | 1992   |
| Espanha        | Troféu Teresa Herrera              | 3          | Campeão (1992)        | 1986    | 1993   |
| Espanha        | Troféu Ramón de Carranza           | 2          | Campeão (1992)        | 1992    | 1993   |
| Brasil         | Copa dos Campeões Mundiais         | 3          | Campeão (1995 e 1996) | 1995    | 1997   |
| Itália         | Troféu Achille e Cesare Bortolotti | 1          | Campeão               | 1995    | 1995   |
| Brasil         | Copa Euro-América                  | 1          | Campeão               | 1999    | 1999   |
| Brasil         | Torneio Constantino Cury           | 1          | Campeão               | 2000    | 2000   |
| Alemanha       | Copa Audi                          | 1          | 4° colocado           | 2013    | 2013   |
| Portugal       | Copa Eusébio                       | 1          | Campeão               | 2013    | 2013   |
| Brasil         | Super Series                       | 1          | Vice-campeão          | 2015    | 2015   |
| Estados Unidos | Flórida Cup                        | 2          | Campeão (2017)        | 2017    | 2019   |

Competições de categorias de base
| Competição | Competição                          | Temporadas | Melhor campanha                         | Estreia | Última |
| São Paulo  | Copa São Paulo de Futebol Júnior    | 51         | Campeão (1993, 2000, 2010, 2019 e 2025) | 1971    | 2025   |
|            | Copa Libertadores da América Sub-20 | 2          | Campeão (2016)                          | 2016    | 2018   |
| Brasil     | Campeonato Brasileiro de Aspirantes | 2          | Campeão (2018)                          | 2017    | 2018   |
| Brasil     | Campeonato Brasileiro Sub-20        | 10         | Vice-Campeão (2021)                     | 2015    | 2024   |
| Brasil     | Copa do Brasil Sub-20               | 9          | Campeão (2015, 2016, 2018 e 2024)       | 2012    | 2024   |
| Brasil     | Supercopa do Brasil Sub-20          | 1          | Campeão (2018)                          | 2018    | 2018   |
| Brasil     | Campeonato Brasileiro Sub-17        | 4          | Vice-Campeão (2023)                     | 2019    | 2023   |
| Brasil     | Copa do Brasil Sub-17               | 8          | Campeão (2013 e 2020)                   | 2013    | 2020   |
| Brasil     | Supercopa do Brasil Sub-17          | 1          | Campeão (2020)                          | 2020    | 2020   |

Competições de futebol feminino
| Competições profissionais | Competições profissionais        | Temporadas | Melhor campanha            | Estreia | Última    | A | R |
| Brasil                    | Campeonato Brasileiro            | 5          | Vice-campeão (2024)        | 2020    | 2024      |   | – |
| Brasil                    | Campeonato Brasileiro - Série A2 | 1          | Campeão                    | 2019    | 2019      | 1 |   |
| Brasil                    | Taça Brasil de Futebol Feminino  | 4          | Campeão (1997)             | 1984    | 1999/2000 |   |   |
| Brasil                    | Brasil Ladies Cup                | 3          | Campeão (2021)             | 2021    | 2023      |   |   |
| São Paulo                 | Campeonato Paulista              | 12         | Campeão (1997 e 1999)      | 1997    | 2024      |   |   |
| São Paulo                 | Copa Paulista                    | 2          | Vice-campeão (2019 e 2020) | 2019    | 2020      |   |   |

| Competições de base | Competições de base                          | Temporadas | Melhor campanha                                | Estreia | Última | A | R |
| Brasil              | Campeonato Brasileiro Sub-18                 | 3          | Campeão (2021)                                 | 2019    | 2021   |   |   |
| Brasil              | Campeonato Brasileiro Sub-17                 | 1          | 3º colocado (2022 e 2023)                      | 2022    | 2022   |   |   |
| Brasil              | Campeonato Brasileiro Sub-16                 | 3          | Campeão (2019)                                 | 2019    | 2021   |   |   |
| Brasil              | Torneio de Desenvolvimento de Futebol Sub-16 | 3          | Campeão (2017, 2018 e 2023)                    | 2017    | 2019   |   |   |
| Brasil              | Nike Premier Cup Sub-17                      | 4          | Campeão (2019, 2021, 2022 e 2023)              | 2019    | 2021   |   |   |
| São Paulo           | Campeonato Paulista Sub-17                   | 6          | Campeão (2017, 2018, 2019 e 2021, 2022 e 2023) | 2017    | 2021   |   |   |

## Torcida
Segundo pesquisa realizada pelo instituto IBOPE, encomendada pela revista Lance! e divulgada em 31 de maio de 2010, o clube possui a terceira maior torcida do país, atrás somente de Flamengo e Corinthians. No estado e na cidade de São Paulo, o clube conta com a segunda maior torcida.
Além disso, ainda pelo instituto Datafolha em pesquisa realizada em 31 de julho de 2008, na faixa de quatro a doze anos de idade, o São Paulo Futebol Clube encontra-se na segunda posição, atrás apenas do Flamengo. Já no âmbito mundial, existem dois levantamentos: em um deles a torcida do Tricolor Paulista é a sétima maior, ficando na frente de clubes mundialmente consagrados como Milan, River Plate, Real Madrid, Barcelona e Internazionale. Já no segundo, chega à quinta posição no mundo, ultrapassando Juventus e Boca Juniors que na pesquisa anterior ficam à frente.
De acordo com o ranking nacional do Movimento por um Futebol Melhor, o São Paulo aparece em quarto lugar no que tange um número aproximado de 109.000 sócios-torcedores, ficando atrás, respectivamente, de Corinthians, Palmeiras e Internacional.
Na cidade de São Paulo, a torcida são-paulina é, percentualmente, a terceira que mais frequenta os estádios nos jogos do clube com 25% de assiduidade, à frente dos torcedores corintianos e atrás dos palmeirenses e santistas. Porém, pela margem de erro da pesquisa efetuada pelo Datafolha, de dois pontos percentuais, os quatro grandes times do estado estão empatados tecnicamente.
Em pequisa de 28 de janeiro de 2009, o Instituto Análise, Pesquisa e Planejamento de Mercado, a pedido da Veja São Paulo (suplemento regional da revista Veja), constatou que o São Paulo Futebol Clube é o time que mais possui identificação com a capital paulista.

### Torcidas organizadas
O São Paulo foi pioneiro em torcidas organizadas. Em 1939, o cardeal são-paulino Manoel Raymundo Paes de Almeida, fundou na Mooca o Grêmio São-Paulino, que depois se transformaria na TUSP (Torcida Uniformizada do São Paulo) pelas mãos de Manoel Porfírio da Paz e Laudo Natel. Hoje, o clube tem como principais torcidas organizadas a Torcida Independente e a Dragões da Real, sendo um dos poucos clubes a ter duas torcidas organizadas ditas grandes. Possui ainda outra organizada, a Falange Tricolor. Outras torcidas organizadas foram o Metal Tricolor, criada nos fins da década de 1980 e início da década de 1990 por um grupo de amigos fãs de cerveja e rock, sendo a fundação reconhecida oficialmente como em 1992. Após a proibição de organizadas nos estádios, em 1995, a torcida se extinguiu. Posteriormente, retornou. Em abril de 2002, a velha guarda da turma voltou a se reunir e criou uma nova torcida, Comando Metal Tricolor. A lendária torcida são-paulina inspirou, entre outras, uma Metal Tricolor no Rio de Janeiro (para apoiar o Fluminense) e outra em Porto Alegre (do Grêmio), que desapareceram tão rápido quanto surgiram.

## Rivalidades históricas
O São Paulo tem como principais rivais Corinthians, Palmeiras e Santos, sendo que os dois primeiros formam, juntamente com o Tricolor Paulista, o chamado Trio de Ferro da capital. Os quatro clubes dividem a preferência dos torcedores paulistas devido à grandeza e aos vários títulos conquistados. Porém, até meados dos anos 1940, o São Paulo não era considerado um clube grande, não fazendo, portanto, frente ao Corinthians e ao Palestra Itália (Palmeiras). Somente a partir das conquistas da década de 1940 é que o São Paulo passou a compor, junto aos outros dois, o Trio de Ferro.

### Majestoso
Majestoso foi o nome dado por Tomás Mazzoni para o clássico envolvendo São Paulo e Corinthians, na ocasião do jogo válido pelo Campeonato Paulista de 1942, quando, para verem a estreia de Leônidas da Silva pelo São Paulo, 70 281 pessoas compareceram ao Estádio do Pacaembu. O Corinthians é o time que mais vezes enfrentou o Tricolor do Morumbi. É considerado como um dos maiores clássicos do mundo, e consequentemente do Brasil, com a segunda posição segundo a revista World Soccer, figurando na 18ª posição geral.

### Choque-Rei
O Choque-Rei, clássico entre São Paulo e Palmeiras, é um dos que possuem maior rivalidade no futebol mundial, segundo o FootballDerbies.com, ocupando a 20ª colocação geral e a segunda entre os maiores clássicos nacionais. O confrontamento entre o tricolor e o alviverde tem esse nome, pois, com a hegemonia do São Paulo nos anos 1940, atrelada à acusação sobre a tomada do Estádio Palestra Itália e a suposta pressão tricolor para a troca de nome de Palestra Itália para Palmeiras, além da disputa pelos títulos entre os clubes, o clássico ganhou importância, sendo apelidado, novamente por Tomás Mazzoni, de Choque-Rei.

### San-São
A partir do Campeonato de 1956, perdido para o Santos, o clássico entre as duas equipes foi apelidado de San-São novamente por Tomás Mazzoni, jornalista de A Gazeta Esportiva, e é conhecido pelas vitórias imprevisíveis para ambos os lados. Nesse clássico, o terceiro que mais ocorreu contra o São Paulo, o que chama a atenção é o desequilíbrio, mais de 30 vitórias de diferença para o clube da capital. Os dois times fizeram, em 1933, o primeiro jogo profissional do país. Foi nele também que o apelido do Santos, "Peixe", foi dito pela primeira vez. Tratou-se de uma provocação, antes do início do jogo, da torcida tricolor com os jogadores do clube praiano, chamando-os de "peixeiros" de maneira pejorativa. A torcida santista retrucou dizendo "Somos peixeiros, e com muita honra!". A partir daí, o apelido foi adotado pelo clube santista, e a mascote, a Baleia, foi criada.

## Projetos sociais
São Paulo Social
O São Paulo Social faz visitas periódicas a instituições carentes, além de fazer doações para diversas campanhas e ajudar a divulgar ações sociais. As doações são feitas juntamente com os parceiros do clube, visando melhorar a vida das pessoas e das comunidades que são visitadas.
Juntamente com as doações, a mascote do clube e jogadores, da base ou profissionais, visitam as instituições. Também são doadas camisas autografadas pelos jogadores do clube para que sejam leiloadas para que, com isso, consigam mais dinheiro para continuar seus projetos.
Torcedor do Futuro
A ação batizada como Torcedor do Futuro tem como objetivo trazer cidadania e respeito às crianças entre 8 e 14 anos através do futebol.
Além de jogar contra times de menor torcida em pleno Morumbi, as crianças aprendem lições de ética, educação, respeito ao próximo e responsabilidade social. Entre essas lições é ensinado, por exemplo, que o adversário não é inimigo, o uso correto dos banheiros, questões sobre o meio ambiente e tecnologia, entre outras.

## Outras modalidades
Apesar de ter sido criado como clube de futebol, o São Paulo possui diversos outros esportes tais como atletismo, basquete, boxe, ginástica, handebol, tênis e vôlei, mas nenhum deles alcança a projeção do futebol por, entre outros motivos, serem amadores e provenientes do complexo social do clube. Assim, esporadicamente, tomam proporções maiores ao alçar esportistas do calibre de Adhemar Ferreira da Silva e Éder Jofre sem ter, porém, a mesma força e investimento do futebol.
O São Paulo também teve a honra de ter revelado atletas do nível de João do Pulo e Aurélio Miguel e ter sido escolhido como casa dos já consagrados Marcelo Negrão e Janeth Arcain.
Além das modalidades descritas abaixo, o clube também já possuiu os departamentos de esgrima e xadrez que funcionaram entre 1943 e 1946. Além disso possui, desde 1999, o departamento de handebol que vem angariando títulos para o clube.

### Atletismo
O atletismo do clube iniciou-se em 1943 e já em 1944 conquistou uma série de 14 títulos paulistas, que acabaram somente em 1957. Porém, já em 1961, conquistou esses mesmos títulos até 1966, sendo portanto, campeão por 20 vezes em 25 anos. O São Paulo revelou Adhemar Ferreira da Silva, aquele que seria nosso maior atleta da década de 1950. Além de Adhemar , outros atletas tiveram destaque pelo clube, tal como Sebastião Alves Monteiro — bicampeão da Corrida Internacional de São Silvestre em 1945 e 1946 —, José João da Silva — também bicampeão da São Silvestre em 1980 e 1985 — e Dietrich Gerner — o maior técnico de atletismo de todos os tempos do Brasil.

### Basquetebol
Nos anos 1940, a tradição do basquete no São Paulo teve início com a conquista do campeonato paulista masculino de 1943 e o feminino de 1944. Já nos anos 2000, o basquete feminino se desenvolveu em pouco tempo com a parceria do Guaru, formando o São Paulo-Guaru, contando com a estrela Janeth Arcain e com a conquista do brasileiro de 2002. No dia 30 de dezembro de 2018, o São Paulo oficializou seu ingresso na Liga Ouro de Basquete de 2019 e seus jogos são realizados no Ginásio do Morumbi, o ginásio 1 do clube social.
Em 2021, o São Paulo foi Campeão Paulista de Basquete Masculino, vencendo Franca, e Campeão da Basketball Champions League Américas 2021–22, vencendo o Club Biguá do Uruguai. O São Paulo foi vice-campeão brasileiro do Novo Basquete Brasil de 2020–21, perdendo para o Flamengo e do Novo Basquete Brasil de 2022–23, perdendo para o Franca Basquetebol Clube.

### Futebol feminino
A equipe de Futebol Feminino do São Paulo Futebol Clube voltou a disputar competições oficiais em 2017, após um período de inatividade e atualmente possui elenco profissional que disputa a Série A do Campeonato Brasileiro e o Campeonato Paulista, além de elenco nas categorias de base.

### Futsal
Em junho de 1954, Paulo Planet Buarque, integrante da Federação Paulista de Futsal, sugeriu a criação do departamento no clube apoiado pela diretoria. A partir da iniciativa, Raul Leite, que já era jogador da modalidade, tratou de organizar o esporte trazendo jogadores novos para formar o time de futsal do São Paulo. Em 1960, os adeptos ganharam um ginásio coberto para treino e jogos na área social do clube e em 1979, mais três já estavam prontos para uso em partidas do time, com o Ginásio Poliesportivo Doutor Antônio Leme Nunes Galvão sendo inaugurado oficialmente em 1982. A partir da década de 1970, foram organizados campeonatos internos no clube com o intuito de gerar a confraternização dos sócios. O interesse pela modalidade só aumentou com o passar do tempo. O São Paulo possui duas categorias de times. A categoria Prata é formada exclusivamente por associados que obtiveram destaque nos campeonatos internos, já a categoria Ouro é formada por jogadores profissionais. A partir de 1998 o clube formou uma equipe para jogar a categoria principal do esporte, com jogadores de seleção. Nesse mesmo ano o time conquistou seu primeiro título estadual. A partir disso, os jogadores começaram a angariar títulos para o futsal do São Paulo. Em fevereiro de 2009, o São Paulo firmou uma parceria com o Esporte Clube União Suzano para formar o time que disputou a Liga Futsal e teve o patrocínio dos Laboratórios Aché.

### Ginástica aeróbica
O departamento de ginástica aeróbica do clube teve início em 1990, e desde que as atividades foram instauradas, conquistou títulos paulistas, brasileiros e mundiais. Os atletas são-paulinos pertencem à Federação Paulista de Ginástica e Confederação Brasileira de Ginástica.

### Handebol
A modalidade é praticada no clube, o qual possui dois títulos de campeão do Campeonato Paulista de Handebol Feminino: o bi-campeoanto de 2004 e 2005, como São Paulo FC/AA Guaru. O clube também possui o título de campeão na Liga Nacional de Handebol Feminino de 2005, como São Paulo FC/AA Guaru.[carece de fontes?]

### Hóquei
A modalidade de hóquei se iniciou em 1954 e no mesmo ano foi campeão paulista, mas apesar disso, teve o departamento fechado. No dia 12 de abril de 1997, o hóquei voltou a ser praticado no clube com a associação dos atletas da equipe Ocean Drive. Com isso, um dos ginásios do clube foi preparado e dimensionado para a prática do esporte, sendo um dos poucos que atende às especificações da Confederação Brasileira de Hóquei e Patinação.

### Judô
Salomão Menazi idealizou o setor no clube no final dos anos 1960, mais precisamente em 19 de março de 1969. Desde então, sempre participou das principais competições do Brasil e é responsável, inclusive, por uma das mais tradicionais competições do estado de São Paulo, o "Torneio de Judô do São Paulo Futebol Clube".

### Natação
O São Paulo iniciou suas atividades na natação com as maratonas aquáticas, que eram realizadas em represas, rios ou em mar aberto. A partir de 1995, com a construção do complexo de piscinas aquecidas, o clube passou a disputar competições em piscinas pela Federação Aquática Paulista e pela Confederação Brasileira de Desportos Aquáticos, sendo sócio-fundador desta última.

### Patinação artística
A patinação artística iniciou-se em meados dos anos 1980, porém somente na década de 1990 é que a modalidade cresceu e começou a angariar campeões paulistas e brasileiros. O departamento tem como meta a formação de novos atletas a partir dos 4 anos, que são ensinados por professores gabaritados com diversos títulos nacionais e mundiais.

### Pugilismo
O departamento de pugilismo foi criado em 1943 e conseguiu tornar-se campeão em torneios profissionais e amadores. Foi berço de alguns pugilistas de renome internacional tais como Éder Jofre, Kaled Cúri, Jorge Maluk, Vicente dos Santos, Lúcio Gatoni, Paulo Sacomon, Valdemar Adão e Jorge Sacoman. 
Nos anos 1990, o boxe do São Paulo voltou a se destacar sob o comando de Antônio Carollo, com as conquistas dos títulos paulista e brasileiros de 1992 e 1995. Em 3 de agosto de 2002, o boxeador Acelino Freitas, o Popó, derrotou por pontos o nigeriano Daniel Attah, em Phoenix, capital do Arizona, Estados Unidos e representou, nessa ocasião, as cores do São Paulo. Houve inclusive a tentativa de marcar uma luta do pugilista para o Estádio do Morumbi, porém sem sucesso.

### Tênis
Com 772 tenistas cadastrados e cerca de 300 alunos, o departamento de tênis do clube tem tradição e participou das primeiras competições organizadas no Brasil e continua marcando presença nos principais campeonatos e torneios.

### Voleibol
O departamento de voleibol foi iniciado em 1943 e já em 1946 foi fechado. Em meados da década de 1970, voltou a ser praticado no clube e foi um dos clubes fundadores da Federação Paulista de Voleibol, participando ativamente das competições. Entre os jogadores que já fizeram parte desse time estão Marcelo Negrão, Pampa e Giovane. Em fevereiro de 2010, o São Paulo firmou uma parceria com a Universidade de Caxias do Sul (UCS) para a disputa da Superliga de Vôlei. Com os bons resultados do basquete, o São Paulo planeja ter times de vôlei em 2024. "A ideia é ter dois times de vôlei no próximo ano", conta Vinícius de Medeiros, homem forte dos esportes olímpicos.